# Richard Freytag

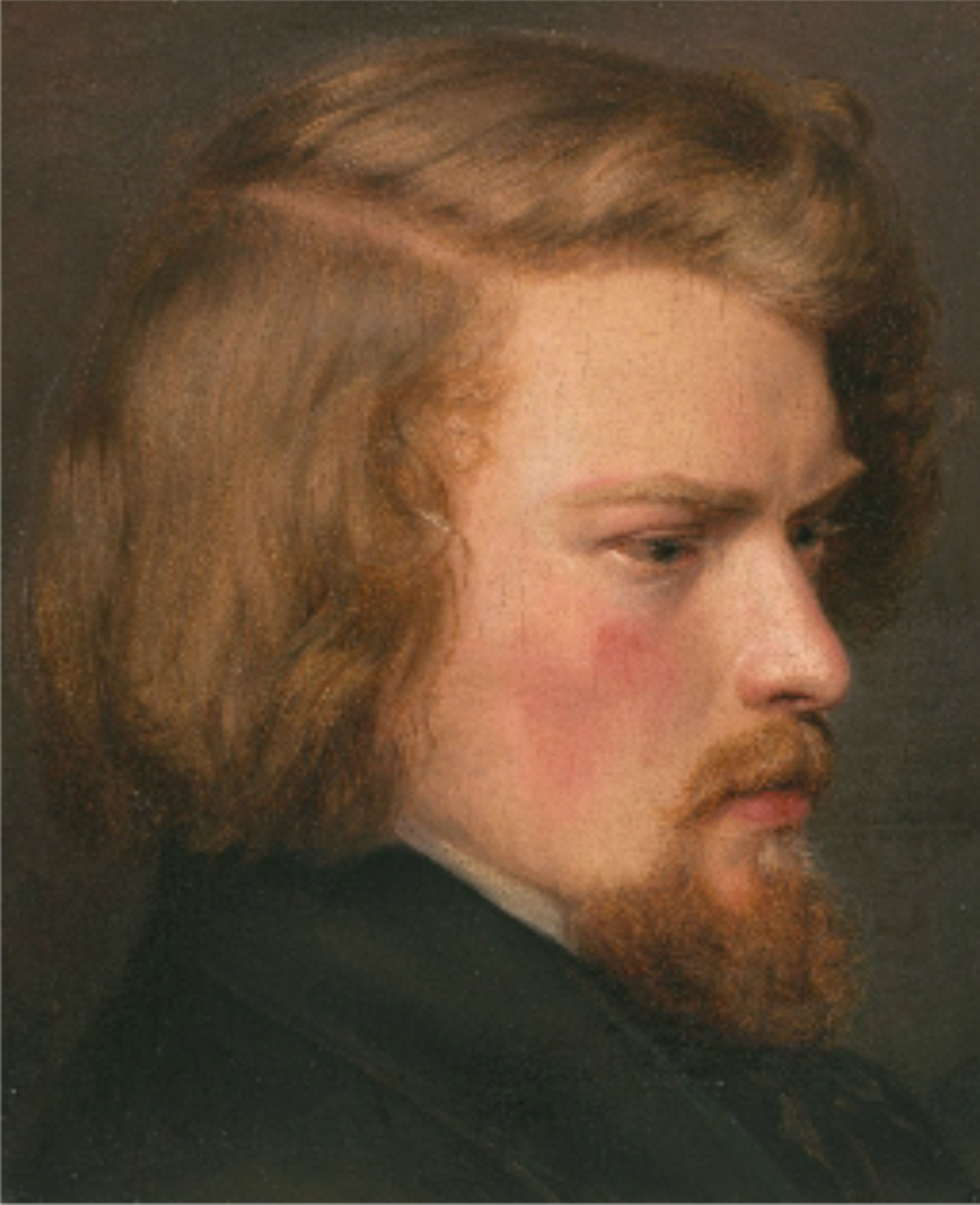
Johannes Niessen malte seinen Freund Richard Freytag, Düsseldorf 1841

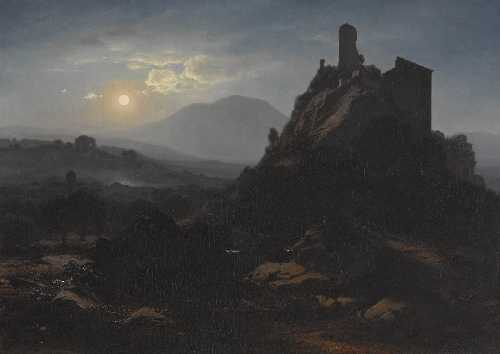
Richard Freytag: Olevano im Mondschein, 1860

Richard Freytag, auch Richard Freitag (* 16. Februar 1820 in Gotha; † 22. Mai 1894 ebenda), war ein deutscher Maler.

## Leben und Werk
Richard Freytag war Sohn des Konsistorialpräsidenten Friedrich Freytag und mit Anna Freytag (geborene Besser) verheiratet. Er studierte von 1840 bis 1844 an der Königlich-Preußischen Kunstakademie unter Karl Ferdinand Sohn und Friedrich Wilhelm von Schadow als Privatschüler zusammen mit Johannes Niessen. Von 1843 bis 1845 hielt er sich in München auf und studierte dort an der Akademie, 1849 in Antwerpen, dann in Paris und Darmstadt und von 1853 bis 1855 in Rom, von wo aus er Italien bereiste. Anschließend ging er nach Dresden und ließ sich 1860 wieder in Gotha nieder.
Seine Malerei, neben Porträts und Historienbildern vornehmlich Darstellungen der Landschaften Thüringens, war von der Düsseldorfer Romantik beeinflusst. Häufige Sujets seiner Landschaftsgemälde waren Schwabhausen und der Seeberg; porträtiert wurden von ihm unter anderem seine Malerkollegen August Noack und Paul Emil Jacobs und der Gothaer Oberbürgermeister Karl Heinrich Hünersdorf. Seine Bilder befinden sich im Museum in Gotha und in Privatbesitz.
Gelegentlich werden Werke des Künstlers im internationalen Auktionshandel angeboten.